# Euphorbia sepulta
Euphorbia sepulta är en törelväxtart som beskrevs av Peter René Oscar Bally och Susan Carter. Euphorbia sepulta ingår i släktet törlar, och familjen törelväxter.
Artens utbredningsområde är Somalia. Inga underarter finns listade i Catalogue of Life.

## Bildgalleri

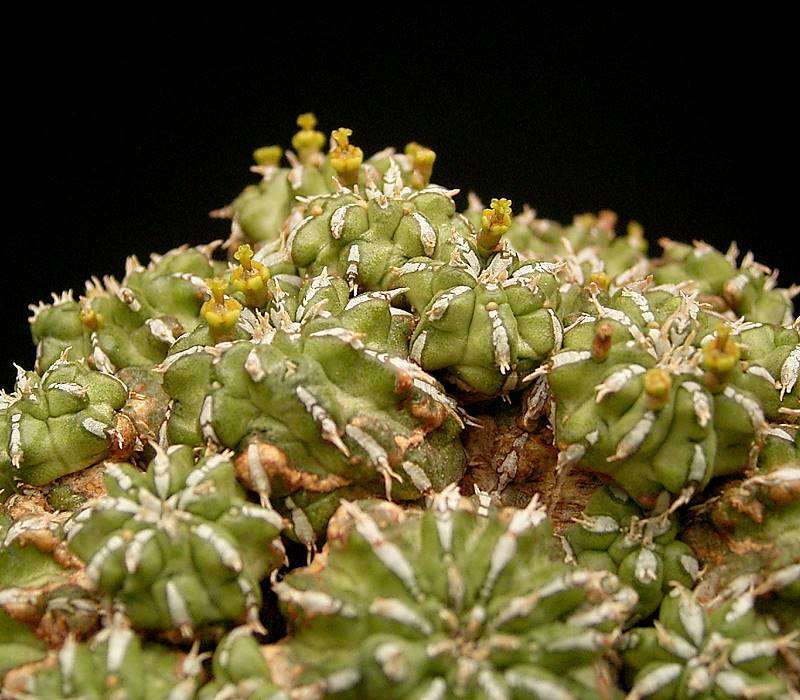
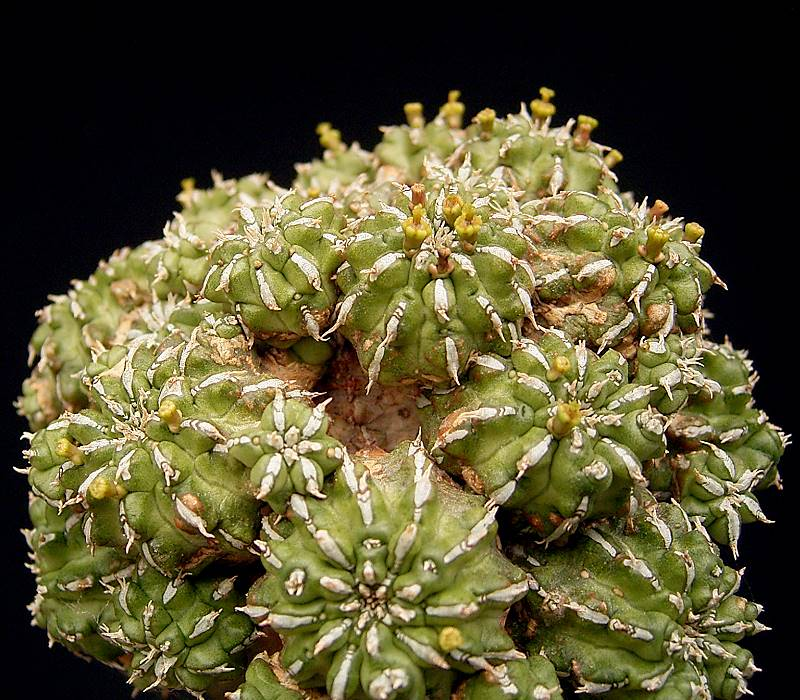